# ستيفاني الكسندر
ستيفاني الكسندر (بالإنجليزية: Stephanie Alexander)‏ هي طاهية أسترالية، ولدت في 13 نوفمبر 1940.